# Amrod
En el universo imaginario de J. R. R. Tolkien, Amrod es un príncipe noldo, hijo de Fëanor, que se juramentó junto con su padre y sus otros hermanos seguir a Melkor a la Tierra Media para destruirlo y recuperar los Silmarils.

La estrella de la casa de Fëanor

## Historia ficticia
Al llegar a Beleriand ocupó con su hermano gemelo Amras la región ubicada entre los ríos Gelion y Aros; parte de la cual fue cedida, luego a las tres casas de los hombres. Pero en la Nírnaeth Arnoediad fue despojado de ese territorio por la huestes de Glaurung siendo expulsado a Ossiriand. 
Abandonó su vida errante cuando, luego de la muerte de Thingol cuando el Silmaril pasó a manos de su hijo Dior; y enterado de esto Celegorm reunió a sus hermanos y fueron a Menegroth dispuestos a recuperarlo; en lo que fue la segunda batalla entre Elfos. 
En esa ocasión no pudieron recuperarlo puesto que Elwing, la hija de Dior huyó salvando la joya; pero cuando se enteraron de que esta vivía en las desembocaduras del Sirion de nuevo se juntaron los hermanos sobrevivientes y fueron a tratar de recuperar la joya de Fëanor; y se produjo la tercera matanza entre hermanos allí cayó Amrod.
- Datos: Q1994025